# Jean XXIII, le pape du peuple
Pour plus de détails, voir Fiche technique et Distribution.
Jean XXIII, le pape du peuple (Papa Giovanni - Ioannes XXIII selon son titre original en italien et latin) est un téléfilm italien réalisé par Giorgio Capitani puis diffusé en 2002.

## Synopsis
Ce (télé)film débute alors que le prélat italien Monseigneur Angelo Roncalli est patriarche de Venise et à ce titre convoqué pour un conclave faisant suite au décès du pape Pie XII en 1958. Durant ce conclave plusieurs événements antérieurs marquants de la vie d'Angelo Roncalli sont relatés chronologiquement :
- lors de sa période de vie en tant que secrétaire de Mgr Giacomo Radini-Tedeschi en 1909 marquée par des grèves ;
- puis à l'occasion de son intervention comme visiteur apostolique en Bulgarie (en) touchée par un tremblement de terre en 1928 ;
- lorsqu'il est délégué apostolique en Turquie (en) d'où il joue un rôle important dans le sauvetage de réfugiés d'Europe centrale durant la Seconde Guerre mondiale avant de devenir plus tard nonce apostolique du Vatican à Paris en France.

Enfin le film revient au conclave de 1958 qui s'achève par l’accession surprise de Roncalli au trône de Saint Pierre sous le nom de Jean XXIII, alors considéré comme un pape de transition. Durant son pontificat ce pape Jean brisera la politique d'affrontement sans dialogue avec l'URSS et lancera le concile Vatican II.

## Fiche technique
- Titre original : Papa Giovanni - Ioannes XXIII.
- Titre français : Jean XXIII, le pape du peuple.
- Réalisation : Giorgio Capitani.
- Scénario : Francesco Scardamaglia et Massimo Cerofolini.
- Musique : Marco Frisina.
- Pays d'origine : Italie.
- Couleurs.
- Genre : film biographique / biopic partiel (sur quelques épisodes de vie / carrière voire de guerre).
- Date de sortie : 2002.

## Distribution
- Ed Asner : Angelo Giuseppe Roncalli / Jean XXIII.
- Massimo Ghini : Angelo Roncalli jeune.
- Claude Rich : cardinal Alfredo Ottaviani.
- Michael Mendl : Mgr Domenico Tardini.
- Franco Interlenghi : Mgr Giacomo Radini-Tedeschi.
- Sydne Rome : Rada Krusciova.
- Roberto Accornero : Mgr Angelo Dell'Acqua.
- Jacques Sernas : cardinal Maurice Feltin.
- Paolo Gasparini :  Mgr Loris Francesco Capovilla.
- Ivan Bacchi : Guido Gusso.
- Bianca Guaccero : Maria.
- Heinz Trixner : Franz von Papen.
- Sergio Fiorentini : Don Rebuzzini.
- Emilio De Marchi : l'oncle Saverio.
- Guido Roncalli : le père Kurteff.
- Vincenzo Bellanich : cardinal Giuseppe Siri.
- Alvaro Piccardi : Antonio Samorè.
- Osvaldo Ruggieri : le pape Pie XI.
- Tosca D'Aquino : la mère d'Angelo.
- Anna Valle : Rosa.
- Mauro Rapagnani : Angelo Roncalli enfant.
- Petra Faksova : sœur Ivana.
- Carlo Lizzani : le pape Pie XII.
- Simeon Viktorov : cardinal Nicola Canali.